# كريستوفر ونايت (منتج أفلام)
كريستوفر ونايت (بالإنجليزية: Christopher Knight)‏ هو منتج أفلام أمريكي، ولد في 1973.